# Кутилы
«Кутилы» (фр. Les Bons vivants) — французский кинофильм, состоящий из трёх новелл. Главную роль в последней исполнил Луи де Фюнес.

## Сюжет
Основная тема трёх новелл — отношение общества к домам терпимости и жрицам любви.
Закрытие
3 апреля 1946 года стало самым тяжёлым днём для мсье Шарля Лабержери (Бернар Блие). С этого дня было решено закрыть все дома терпимости в стране. Утром Шарль на глазах у плачущих обитательниц дома снимает красный фонарь, висевший над входом в заведение. Девушки начинают собирать свои вещи, размышляя о том, чем бы они могли теперь заняться. Друг Шарля Марсель, владелец подобного же заведения, рассказывает ему о Комитете сопротивления, созданном в Лионе владельцами публичных домов, и предлагает организовать манифестацию против такого бесчеловечного закона. Мадам предлагает девушкам взять что-нибудь на память, а красный фонарь Шарль решает подарить самой незаурядной из них — Люсетте, которая не только мастер своего дела, но ещё и имеет хорошие манеры и говорит на английском и испанском языках. Шарль считает, что с такими навыками она может далеко пойти.
Судебный процесс
И Люсетта действительно далеко пошла. Меняя имена и покровителей, она поднималась всё выше по социальной лестнице, пока не встретила старого барона Сейшел дю Отпа, который женился на ней и сделал её единственной наследницей. Как-то ночью в их особняк пробрались грабители и похитили все драгоценности баронессы и самую дорогую для неё вещь — красный фонарь, подаренный Шарлем. Вскоре один из грабителей предстаёт перед судом. Обнаруженные у него драгоценности являются неопровержимой уликой, но полиции так и не удалось найти и вернуть владелице фонарь. А ведь именно им Люсетта дорожит больше всего. Судья просит уточнить, кто и при каких обстоятельствах подарил ей этот фонарь, тут-то и раскрываются пикантные подробности её прошлой жизни.
Кутилы
В одном маленьком городке мужчины очень заботятся о своем здоровье и заняты поддержанием физической формы. Они собираются в атлетическом зале для занятий дзюдо и обсуждают средства от облысения. Наибольшим авторитетом среди них пользуется мсье Леон Одпан (Луи де Фюнес) — человек, который сделал себя сам. Он холостяк, страховой агент, любитель разгадывать кроссворды, нумизмат и патриот. Как-то вечером, возвращаясь с тренировки, Леон знакомится с девушкой по имени Элоиза (Мирей Дарк), которая просит его о помощи. По её собственному признанию она торгует собой и может быть арестована полицией, которая как раз в этот вечер проводит рейд. Леон ведёт её к себе домой и даже полицейские не решаются что-то предпринять против самого уважаемого горожанина. Элоизе предоставлена в распоряжение комната матери мсье Одпана, что приводит в ярость его служанку, которая сразу же покидает его. Поскольку на следующий день Леон ждёт гостей, Элоиза предлагает ему свою помощь. Она приводит в дом свою подругу Софи (Бернадетт Лафон) и они помогают хозяину принимать гостей — восьмерых мужчин, которые решили вместе с Леоном основать Ассоциацию атлетического клуба. Девушки настолько очаровали гостей, что те начинают под разными предлогами чаще бывать у Леона. Собрания Ассоциации также решено проводить в его доме. Визиты становятся всё более частыми, Элоиза и Софи уже не справляются со всеми делами. Им на помощь приходят Луана, медсестра Жанна и массажистка Лили. Друзья перестают ходить на работу, забывают о спорте, а здоровье и вовсе перестаёт их волновать — они кутят дни и ночи напролёт в обществе красоток… Наконец жители города, возмущённые аморальным поведением некогда уважаемых, а ныне живущих, как набобы, господ, решают изгнать их из города. Мсье Одпан делает выводы и решает… держать ставни закрытыми, а над входом вешает красный фонарь, украденный когда-то у Люсетты.

## В ролях
- Бернар Блие — Шарль Лабержери
- Андреа Паризи — Люсетта, баронесса Сейшел дю Отпа
- Бернадетт Лафон — Софи
- Луи де Фюнес — Леон Одпан
- Мирей Дарк — Мари Круше «Элоиза»
- Жан Лефевр — Леонард Мабурон
- Жан Карме — Поло
- Дарри Коул — адвокат
- Жан Ришар — Поль Арно